# Peleșslottet
Peleșslottet (rumænsk: Castelul Peleș) er et nyrenæssanceslot i Karpaterne nær Sinaia i Prahova-distriktet i Rumænien. Det ligger på en eksisterende middelalderlig rute der forbinder Transsylvanien og Valakiet, og det blev opført mellem 1873 og 1914. Indvielsen blev afholdt 1883, og det blev bygget til kong Carol 1. af Rumænien.